# Chordeilinae
Los cordeilinos (Chordeilinae) son una subfamilia de aves Caprimulgiformes perteneciente a la familia Caprimulgidae. Son conocidos vulgarmente como ñacundás y añaperos.

## Taxonomía
Los cordeilinos comprenden cuatro géneros:
- Chordeiles Swainson, 1832
- Lurocalis Cassin, 1851
- Nyctiprogne Bonaparte, 1857
- Podager Wagler, 1832